# Stoke, West Midlands
Stoke är en stadsdel i Coventry, i distriktet Coventry, i grevskapet West Midlands, i England. Stoke var en civil parish fram till 1928 när blev den en del av Coventry. Denna civil parish hade 788 invånare år 1921. Byn nämndes i Domedagsboken (Domesday Book) år 1086, och kallades då Stoch.